# Rayshawn Jenkins
Rayshawn Sharodd Jenkins (geboren am 25. Januar 1994 in Saint Petersburg, Florida) ist ein US-amerikanischer American-Football-Spieler der Cleveland Browns in der National Football League (NFL) auf der Position des Safeties. Er spielte College Football für die University of Miami und wurde in der vierten Runde des NFL Draft 2017 von den Los Angeles Chargers ausgewählt. Anschließend spielte Jenkins für die Jacksonville Jaguars, danach für die Seattle Seahawks.

## Frühe Jahre und College
Jenkins wuchs in einer großen Familie auf, er hat 17 Geschwister, elf Schwestern und sechs Brüder. Er besuchte die Admiral Farragut Academy in seiner Heimatstadt Saint Petersburg, Florida, und spielte auf unterschiedlichen Positionen für das dortigen Highschoolfootballteam, zudem war er als Leichtathlet aktiv. Ab 2012 ging er auf die University of Miami, um College Football für die Miami Hurricanes zu spielen. Nach zwei Spielen als Starter bei 10 Partien 2012 war Jenkins 2013 Stammspieler und verzeichnete 44 Tackles und drei Interceptions, bevor er die Saison 2014 wegen einer Rückenverletzung vollständig verpasste. In der Spielzeit 2015 stand Jenkins in sieben von 13 Partien von Beginn an auf dem Feld und kam auf 52 Tackles, drei Interceptions und vier abgewehrte Pässe. In seiner letzten Saison für Miami 2016 war er wiederum Stammspieler und erzielte 76 Tackles, davon 4,5 für Raumverlust, zwei Interceptions und sieben abgewehrte Pässe. Insgesamt bestritt Jenkins 49 Spiele am College, davon 33 als Starter.

## NFL
Jenkins wurde im NFL Draft 2017 in der vierten Runde an 113. Stelle von den Los Angeles Chargers ausgewählt. Als Rookie kam er nicht über eine Rolle als Reservist hinaus und verzeichnete 13 Tackles. In der Saison 2018 wechselte er vorübergehend auf die Position des Linebackers, wurde aber zum Saisonende hin wieder im Defensive Backfield benötigt. Am 17. Spieltag lief er gegen die Denver Broncos erstmals als Starter auf und bekleidete dabei die Position des Nickelbacks. Anschließend war Jenkins in zwei Play-off-Spielen Starter als Free Safety und erzielte dabei 13 Tackles. Infolge der Entlassung von Jahleel Addae nach der Saison 2018 konkurrierte Jenkins in der Saisonvorbereitung 2019 mit Jaylen Watkins und Rookie Nasir Adderley darum, seine freigewordene Stammposition als Free Safety zu übernehmen. Er bestritt alle 16 Spiele als Starter und verzeichnete 54 Tackles, drei Interceptions und vier abgewehrte Pässe. In der Saison 2020 kam er auf 15 Starts, 84 Tackles, zwei Interceptions und vier verhinderte Pässe, zudem gelang ihm sein erster Sack.
Im März 2021 unterschrieb Jenkins einen Vierjahresvertrag im Wert von 35 Millionen US-Dollar bei den Jacksonville Jaguars. Er bestritt in seiner ersten Saison für die Jaguars 14 Spiele als Starter, bevor die Saison mit einem gebrochenen Knöchel vorzeitig beenden musste. In Woche 15 der Saison 2022 erzielte Jenkins gegen die Dallas Cowboys 18 Tackles und zwei Interceptions. Seine zweite Interception war ein Pick Six über 52 Yards in der Overtime, durch den Jacksonville das Spiel mit 40:34 gewann. Jenkins wurde für seine Leistung als AFC Defensive Player of the Week. Für einen weiteren bedeutenden defensiven Spielzug war er in der Partie in Woche 18 gegen die Tennessee Titans verantwortlich, bei der beide Teams im direkten Duell um den Titel in der AFC South und damit den Einzug in die Play-offs spielten. Dabei konnte Jenkins beim Stand von 13:16 im vierten Viertel Titans-Quarterback Joshua Dobbs zu Boden bringen und den Ball freischlagen, woraufhin Josh Allen diesen mit 2:51 Minuten verbleibender Zeit auf der Uhr zu einem Touchdown in die Endzone zurücktragen konnte, wodurch Jacksonville das Spiel letztlich mit 20:16 gewann. Nach der Saison 2023 wurde Jenkins am 5. März 2024 von den Jaguars, für die er in 48 von 51 möglichen Regular-Season-Spielen Starter war, entlassen.
Am 13. März 2024 nahmen die Seattle Seahawks Jenkins unter Vertrag. Er ging als Starter in die Saison. Nachdem er zur Saisonmitte wegen einer Handverletzung ausgefallen war, verlor er seine Rolle als Stammspieler an Coby Bryant. Jenkins bestritt 13 Spiele für die Seahawks, davon neun als Starter, und verzeichnete dabei 53 Tackles, zwei Sacks und einen Fumble-Return-Touchdown über 102 Yards. Nach der Saison wurde er am 4. März 2025 von den Seahawks entlassen.
Am 12. Mai 2025 verpflichteten die Cleveland Browns Jenkins, um die nach der Entlassung von Juan Thornhill und dem Rücktritt von Rodney McLeod entstandene Lücke in ihrem Defensive Backfield zu schließen.

### NFL-Statistiken
| Saison                             | Saison | Spiele | Spiele      | Tackles | Tackles | Tackles | Tackles | Interceptions | Interceptions | Interceptions | Interceptions | Interceptions | Fumbles | Fumbles | Fumbles |
| Jahr                               | Team   | Spiele | als Starter | Gesamt  | Solo    | Ast     | Sacks   | PD            | INT           | Yds           | Lng           | TD            | FF      | FR      | Yds     |
| ---------------------------------- | ------ | ------ | ----------- | ------- | ------- | ------- | ------- | ------------- | ------------- | ------------- | ------------- | ------------- | ------- | ------- | ------- |
| 2017                               | LAC    | 15     | 0           | 13      | 10      | 3       | 0,0     | 1             | 0             | 0             | 0             | 0             | 0       | 0       | 0       |
| 2018                               | LAC    | 15     | 1           | 23      | 13      | 10      | 0,5     | 0             | 0             | 0             | 0             | 0             | 0       | 0       | 0       |
| 2019                               | LAC    | 16     | 16          | 54      | 34      | 20      | 0,0     | 4             | 3             | 10            | 8             | 0             | 0       | 0       | 0       |
| 2020                               | LAC    | 15     | 15          | 84      | 58      | 26      | 1,0     | 4             | 2             | 23            | 23            | 0             | 0       | 0       | 0       |
| 2021                               | JAX    | 14     | 14          | 73      | 56      | 17      | 0,0     | 3             | 0             | 0             | 0             | 0             | 0       | 0       | 0       |
| 2022                               | JAX    | 17     | 17          | 116     | 73      | 43      | 1,0     | 12            | 3             | 64            | 52            | 1             | 3       | 0       | 0       |
| 2023                               | JAX    | 17     | 17          | 101     | 66      | 35      | 1,0     | 9             | 2             | 42            | 24            | 0             | 0       | 0       | 0       |
| 2024                               | SEA    | 13     | 9           | 53      | 34      | 19      | 2,0     | 0             | 0             | 0             | 0             | 0             | 0       | 1       | 1       |
| Gesamt                             | Gesamt | 122    | 89          | 517     | 344     | 173     | 5,5     | 33            | 10            | 139           | 52            | 1             | 3       | 1       | 1       |
| Quelle: pro-football-reference.com |        |        |             |         |         |         |         |               |               |               |               |               |         |         |         |